# Rodney Nuckey
Rodney Nuckey (n. 26 iunie 1929 - d. 29 iunie 2000) a fost un pilot englez de Formula 1 care a evoluat în Campionatul Mondial în sezonul 1953.